# Григорий Кратовски
Григорий  (на гръцки: Γρηγόριος, Григориос) е православен духовник, епископ на Вселенската патриаршия.

## Биография
Григорий през февруари 1825 година е избран и по-късно ръкоположен за кратовски епископ и назначен за викарий на Босненската митрополия. Около 1834 година подава оставка и се оттегля на Света гора, където умира в 1835 година.